# The Windmills of Your Mind

Обложка саундтрека

«The Windmills of Your Mind» (с англ. — «Ветряные мельницы твоего сознания») — песня композитора Мишеля Леграна на слова Алана и Мэрилин Бергман, написанная для фильма 1968 года «Афера Томаса Крауна». В фильме была исполнена Ноэлем Харрисоном. 24 февраля 1969 года песня была удостоена премии «Золотой глобус» за лучшую песню, а 14 апреля 1969 года — премии «Оскар» в категории «Лучшая песня».
Кавер-версии песни делали Дасти Спрингфилд (альбом «Dusty in Memphis»; наиболее известный кавер песни), Петула Кларк, Стинг, Патрисия Каас, Барбра Стрейзанд, Шарль Азнавур и многие другие исполнители. В 1969 году американская психодел-рок группа «Vanilla Fudge» записала свою версию песни для альбома «Rock & Roll».
Широко известна версия на французском языке (под названием «Les Moulins de mon cœur»), в том числе в исполнении Мишеля Леграна (автор текста — Эдди Марне).
В инструментальном варианте The Windmills of Your Mind известна в исполнениях Фаусто Папетти и оркестра Поля Мориа.
Песня не раз использовалась в кинофильмах: версия Стинга прозвучала в ремейке «Аферы Томаса Крауна» 1999 года, версия Дасти Спрингфилд стала одной из музыкальных тем в драме «Завтрак на Плутоне», а версия Петулы Кларк стала одной из музыкальных тем в ленте «Ограбление казино». Также песня звучит в закрывающих титрах криминальной трагикомедии «Фокус». В фильме «Любовь живёт три года» песня звучит в исполнении Мишеля Леграна, сыгравшего камео. В сериале «Разделение» песня в исполнении Мела Торме звучит в финале 10 серии 2 сезона.

## Песня в СССР и России
Популярность в СССР песня приобрела благодаря пластинке фирмы «Мелодия» Оркестр Поля Мориа — Музыка из кинофильмов, выпущенной в 1974.
В конце 1970-х годов композиция была включена в десятиминутное попурри, исполняемое группой Стаса Намина по мотивам песен французского композитора. Позже оно с успехом прозвучало на международной ярмарке грамзаписи «Мидем-81» в Каннах, а спустя два года под названием «Парафраз песен» записано для альбома «Сюрприз для месье Леграна», выпущенного фирмой «Мелодия» в 1983 году.
На музыку Леграна также был написан русский текст «Маяк», исполненный в новогоднюю ночь 2009 года на Первом канале Людмилой Гурченко и Михаилом Боярским. 8 октября 2011 года песня была исполнена Иваном Ургантом в программе «Прожекторперисхилтон» с посвящением Стиву Джобсу. 17 февраля 2012 года в передаче «Две звезды» на Первом канале Леонид Агутин и Фёдор Добронравов исполнили песню «Тайны склеенных страниц» (русский текст Леонида Агутина на мелодию «The Windmills of Your Mind»).